# Megacolon
Per megacolon in campo medico, si intende una malformazione del colon causata da anomalie congenite, da fattori batterici o da intossicazione da farmaci.

## Definizione
Viene causato da una atonia e restringimento di un tratto colico ipertrofico e privo di peristalsi. Ne consegue la dilatazione del tratto colico precedente.
In caso di malattia congenita il tratto ipertrofico è solitamente il retto-sigma, mentre negli altri casi è massivamente il tratto discendente ed il sigma. 
Questo avviene in quanto l'ultimo tratto intestinale è quello nel quale avviene l'assorbimento dei liquidi ed in caso di tossine o batteri questi riescono a precipitare all'interno e danneggiare i gangli.
I micobatteri creano una infiltrazione della sottomucosa e lamina propria di macrofagi infarciti dello stesso patogeno. Talune volte il quadro clinico è simile alla malattia di Whipple. Questo causa un allungamento del sigma o del tratto discendente con dilatazione del tratto ascendente di oltre 8 cm negli adulti e 6,5 cm nei bambini per il tratto traverso di 6 cm per gli adulti. Laddove la larghezza massima del tratto colico raggiunga o superi i 10 cm è opportuna una urgente valutazione clinica per escludere il rischio della rottura diastatica del colon.
Gli esami radiologici del clisma opaco mettono in evidenza la morfologia, la manometria e la funzionalità. Insieme definiscono la condizione morfologico-funzionale del megacolon.

## Tipologia
Oltre alla tipologia particolare chiamata megacolon tossico, (che deriva solitamente dalla colite ulcerosa), lo stato morboso si divide in congenito e acquisito.

### Megacolon genetico o malattia di Hirschsprung
Si riscontra alla nascita per ritardo nella emissione del meconio. La causa è la mancanza dei gangli del retto o del retto sigma. Dai referti del RX Clisma opaco solitamente il colon discendente appare dilatato. La manometria anorettale rileva l'assenza del riflesso inibitore. Porta sovente la morte del nascituro entro i primi mesi di vita.

### Megacolon tossico
Tale è la forma più pericolosa dove si mostra setticemia ed è mortale. È legata all'assunzione di farmaci oppure è una delle complicanze più temibili della rettocolite ulcerosa, malattia quest'ultima senza una eziologia ad oggi ben definita e legata a fattori genetici o infettivi.

### Megacolon virale/batterico
Oltre alla tubercolosi intestinale (che può provocare una stenosi a "manicotto" del discendente e sigma) anche Salmonella, Shigella, Campylobacter, Yersinia, Clostridium e C. difficile, Entamoeba e Cytomegalovirus possono portare megacolon.

### Megacolon acquisito
Molte sono le cause di questa manifestazione:
- Amiloidosi
- Malattia di Crohn
- Stipsi cronica
- Sclerosi multipla
- Rettocolite ulcerosa

## Sintomi
Fra i sintomi che essa manifesta vi sono diarrea o anche stipsi, debolezza, addome pieno di liquidi e aria, meteorismo, eruttazione, tachicardia, difficoltà ad inspirare (per il fatto che l'addome è occupato dal colon), dolori addominali, reflusso esofageo o vomito, crisi allergiche, debolezza, ed altri con intensità proporzionale alla carica batterica ingerita.

## Esami

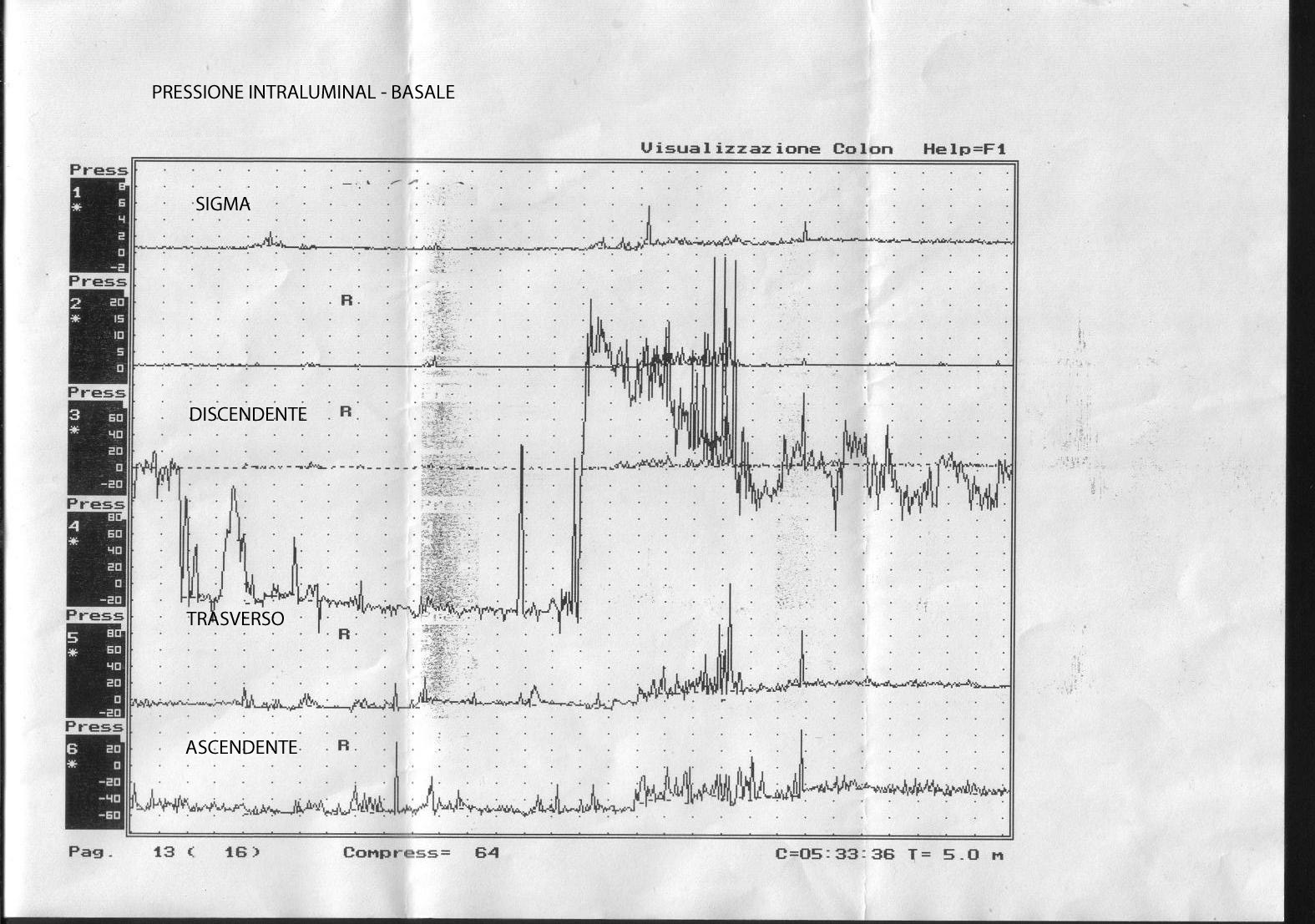
Megacolon-Manometria Colica delle 24 ore. Pressione intraluminal.

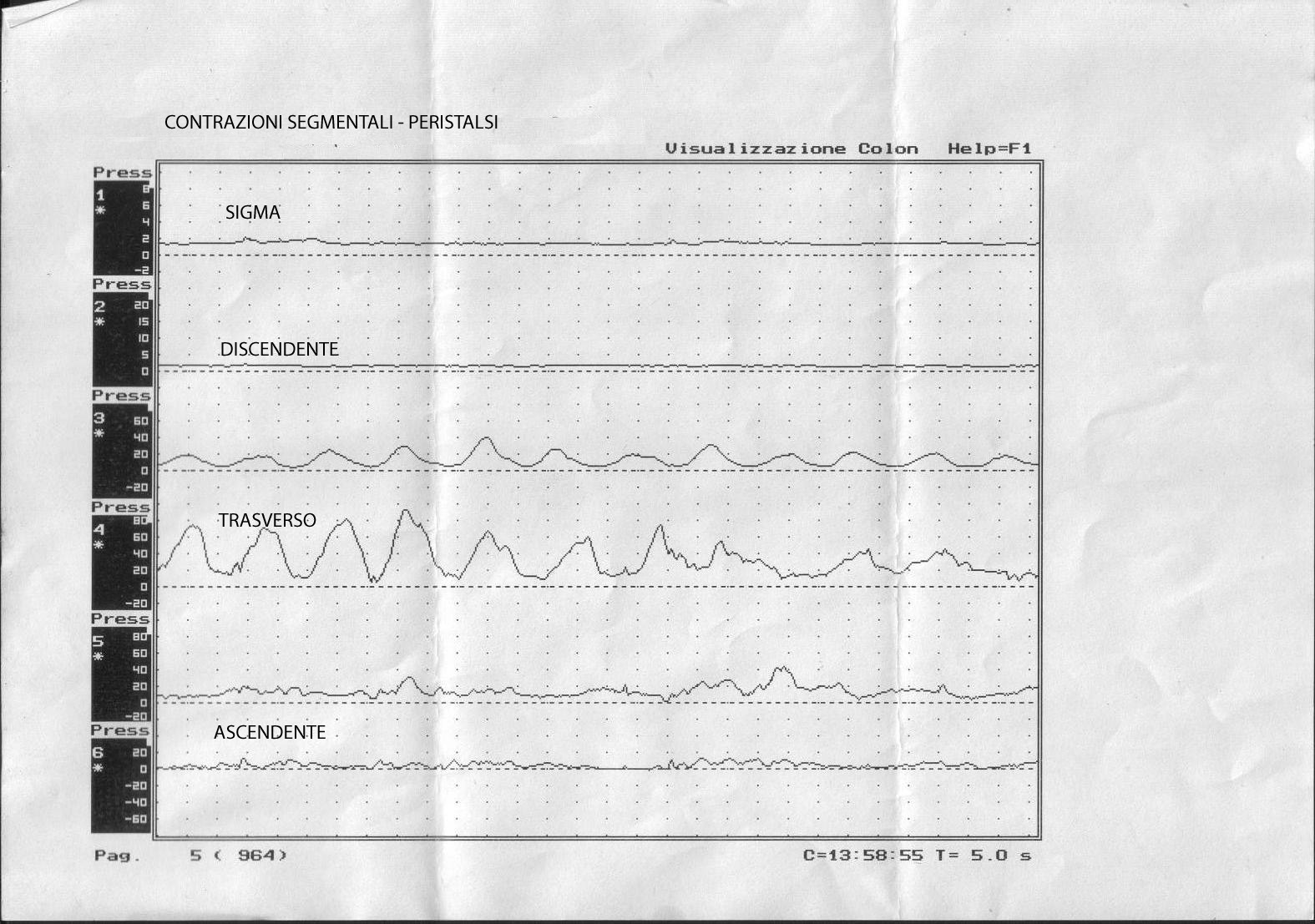
Megacolon-Manometria colica delle 24 ore. Pressione segmentale.

Il referto è radiologico e può avvenire con RX digerente completo, che mostra l'intestino con riempimento basale (il mezzo di contrasto viene ingerito) evidenziandone la morfologia così come avviene con l'alimentazione, oppure con clisma opaco che mostra un disegno colico espanso (si effettua insuflazione, mezzo di contrasto dal retto). Fra le due la prima è meno definita ma mostra l'effettiva morfologia basale colica, mentre la seconda definisce meglio il colon e ne fornisce un'immagine dilatata.
Se sussistono i requisiti (dilatazione ed allungamento colico) la manometria colica delle 24 ore è utile a definire il megacolon (virale o tossico). In tal caso si rileva un tratto atonico che spesso è il sigma o il discendente ed il tratto precedente ha elevata pressione basale. 
In caso di sospetto megacolon agangliare (megacolon genetico o malattia di Hirschsprung) si referta con la manometria anorettale che evidenzia la mancanza del riflesso inibitore.

## Terapia
A seconda della causa che ha indotto il megacolon, genetica-tossica o micobatterica.
In alcuni soggetti il trattamento è di tipo chirurgico, si necessita di colostomia con successiva resezione della parte malata.

## Prognosi
Il successo dell'operazione è del 90%, le possibilità di guarigione aumentano se il trattamento viene effettuato il più presto possibile.